# Гомер (селище, Нью-Йорк)
Гомер (англ. Homer) — селище (англ. village) в США, в окрузі Кортленд штату Нью-Йорк. Населення — 3210 осіб (2020).

## Географія
Гомер розташований за координатами 42°38′14″ пн. ш. 76°11′7″ зх. д. / 42.63722° пн. ш. 76.18528° зх. д. (42.637233, -76.185377).  За даними Бюро перепису населення США в 2010 році селище мало площу 5,02 км², з яких 4,99 км² — суходіл та 0,03 км² — водойми.

## Демографія
Згідно з переписом 2010 року, у селищі мешкала 3291 особа в 1364 домогосподарствах у складі 877 родин. Густота населення становила 656 осіб/км².  Було 1446 помешкань (288/км²).
Расовий склад населення:
| - 95,7 % — білих - 1,2 % — азіатів - 0,6 % — чорних або афроамериканців - 0,2 % — корінних американців |

До двох чи більше рас належало 2,0 %. Частка іспаномовних становила 1,3 % від усіх жителів.
За віковим діапазоном населення розподілялося таким чином: 24,6 % — особи молодші 18 років, 59,1 % — особи у віці 18—64 років, 16,3 % — особи у віці 65 років та старші. Медіана віку мешканця становила 41,7 року. На 100 осіб жіночої статі у селищі припадало 86,1 чоловіків;  на 100 жінок у віці від 18 років та старших — 82,4 чоловіків також старших 18 років.
Середній дохід на одне домашнє господарство  становив 63 063 долари США (медіана — 47 083), а середній дохід на одну сім'ю — 70 627 доларів (медіана — 60 167). Медіана доходів становила 36 620 доларів для чоловіків та 39 653 долари для жінок. За межею бідності перебувало 11,1 % осіб, у тому числі 10,4 % дітей у віці до 18 років та 3,7 % осіб у віці 65 років та старших.
Цивільне працевлаштоване населення становило 1606 осіб. Основні галузі зайнятості: освіта, охорона здоров'я та соціальна допомога — 29,0 %, мистецтво, розваги та відпочинок — 13,6 %, публічна адміністрація — 13,5 %.